# Cleansed
Cleansed (Purificati) è un'opera teatrale di Sarah Kane, debuttata al Royal Court Theatre di Londra nel 1998.
Sarah Kane ha scritto il dramma dopo aver letto la frase di Roland Barthes "essere innamorato è come essere ad Auschwitz" e Cleansed tratta delle sofferenze che gli innamorati patiscono a causa dei loro sentimenti. Tuttavia, la particolarità del dramma è che queste sofferenze non sono semplicemente emotive, ma esternate in torture inflitte agli amanti dal sadico Tinker.
Cleansed è ambientato in un'università che presenta tutte le caratteristiche di un campo di concentramento.
Tra i personaggi principali ci sono Graham (morto per un'overdose di eroina), Grace (la sorella di Graham che entro la fine del dramma si è ormai identificata completamente con il fratello morto), Carl (un ragazzo omosessuale messo alla prova da Tinker per il suo amore per Rod), Rod (innamorato di Carl) e Robin (un ragazzino innamorato di Graham). Su tutti domina Tinker, che punisce gli innamorati per mettere alla prova la forza dei loro sentimenti.